# Musca ruficeps
Musca ruficeps este o specie de muște din genul Musca, familia Muscidae. A fost descrisă pentru prima dată de Johann Wilhelm Meigen în anul 1838.
Este endemică în Italia. Conform Catalogue of Life specia Musca ruficeps nu are subspecii cunoscute.